# Timothy Garton Ash
Timothy Garton Ash (nacido el 12 de julio de 1955) es un historiador, editorialista y periodista británico, autor de ocho libros como analista político (denominados en ocasiones como de "historia del presente"), documentando la transformación de Europa durante el último cuarto de siglo. Es profesor de Estudios Europeos en la Universidad de Oxford y Senior Fellow del Instituto Hoover, en la Universidad de Stanford. Sus ensayos aparecen regularmente en el New York Review of Books, y escribe una columna semanal en The Guardian que se distribuye por multitud de publicaciones en Europa (en España, el diario El País), Asia y América. También escribe con frecuencia en el The New York Times, el Washington Post o el Wall Street Journal.

## Vida
Después de estudiar Historia Moderna en Oxford, sus investigaciones acerca de la resistencia alemana a Hitler lo llevaron a Berlín, donde vivió durante varios años, tanto en la mitad occidental como en la oriental. A partir de ahí, comenzó a viajar con frecuencia a los países comunistas tras el Telón de Acero. A lo largo de la década de 1980, analizó e informó acerca del abandono del comunismo en Europa central en sus contribuciones en la New York Review of Books, The Independent, The Times y la revista The Spectator. Fue Editor de Relaciones Exteriores del Spectator, editorialista sobre asuntos de Europa Central para The Times, y columnista de internacional de The Independent. En 1986-87 fue becario en el Woodrow Wilson International Center for Scholars de Washington D. C.. Desde 1990, ha sido miembro del St Anthony's College de Oxford, donde dirigió su Centro de Estudios Europeos entre 2001 y 2006. En la actualidad, es profesor de Estudios Europeos de Oxford, profesor becario Isaiah Berlin del St Anthony's College y Presidente Honorario del Centro de Estudios Europeos, presidiendo también el consorcio de Estudios Europeos de Oxford. Se convirtió en Senior Fellow del Instituto Hoover de Universidad de Stanford en 2000. Conferenciante habitual, es miembro de la Royal Society of Literature, la Royal Historical Society y la Royal Society of Arts, así como Miembro Correspondiente de la Academia de Berlín-Brandeburgo de Ciencias.

## Premios
Garton Ash ha recibido numerosos premios y distinciones. Entre ellos se incluyen el Premio Somerset Maugham por el ensayo The Polish Revolution: Solidarity, el Memorial David Watt, premio al Comentarista del Año en los premios anuales "What the Papers Say" (Lo que dicen los periódicos) de 1989, Prix Européen de l'Essai en 1989 por The Uses of Adversity: Essays on the Fate of Central Europe, Premio Napoli, Memorial Imre Nagy, Premio Hoffmann von Fallersbelen de escritura política, Orden del Mérito en Alemania, Polonia y República Checa, así como compañero de la Orden de San Miguel y San Jorge en el Reino Unido.
En 2005, fue incluido en una lista de los 100 intelectuales públicos globales elegida por los periódicos Prospect y Foreign Policy, y en la lista de las cien personas más influyentes del mundo de la revista Time. Ganó el Premio Orwell de periodismo en 2006 y Premio Carlomagno en 2017.